# Pariquera-Açu
Pariquera-Açu é um município brasileiro do interior do estado de São Paulo. Está localizado no Vale do Ribeira, Patrimônio Natural da Humanidade da UNESCO. No Censo 2022, sua população era de 19 233 habitantes.

## Topônimo
O topônimo "Pariquera-Açu" tem origem na língua tupi, significando "barragem grande e velha de peixes", através da junção de pari (barragem de pesca), kwera (extinta, velha, "que já foi") e Açu (grande).

## História

### Formação territorial-administrativa
Histórico da formação do município:
- Distrito criado no município de Jacupiranga pelo Decreto nº 6.959, de 11/02/1935.
- Município criado pela Lei nº 2.456, de 30/12/1953.

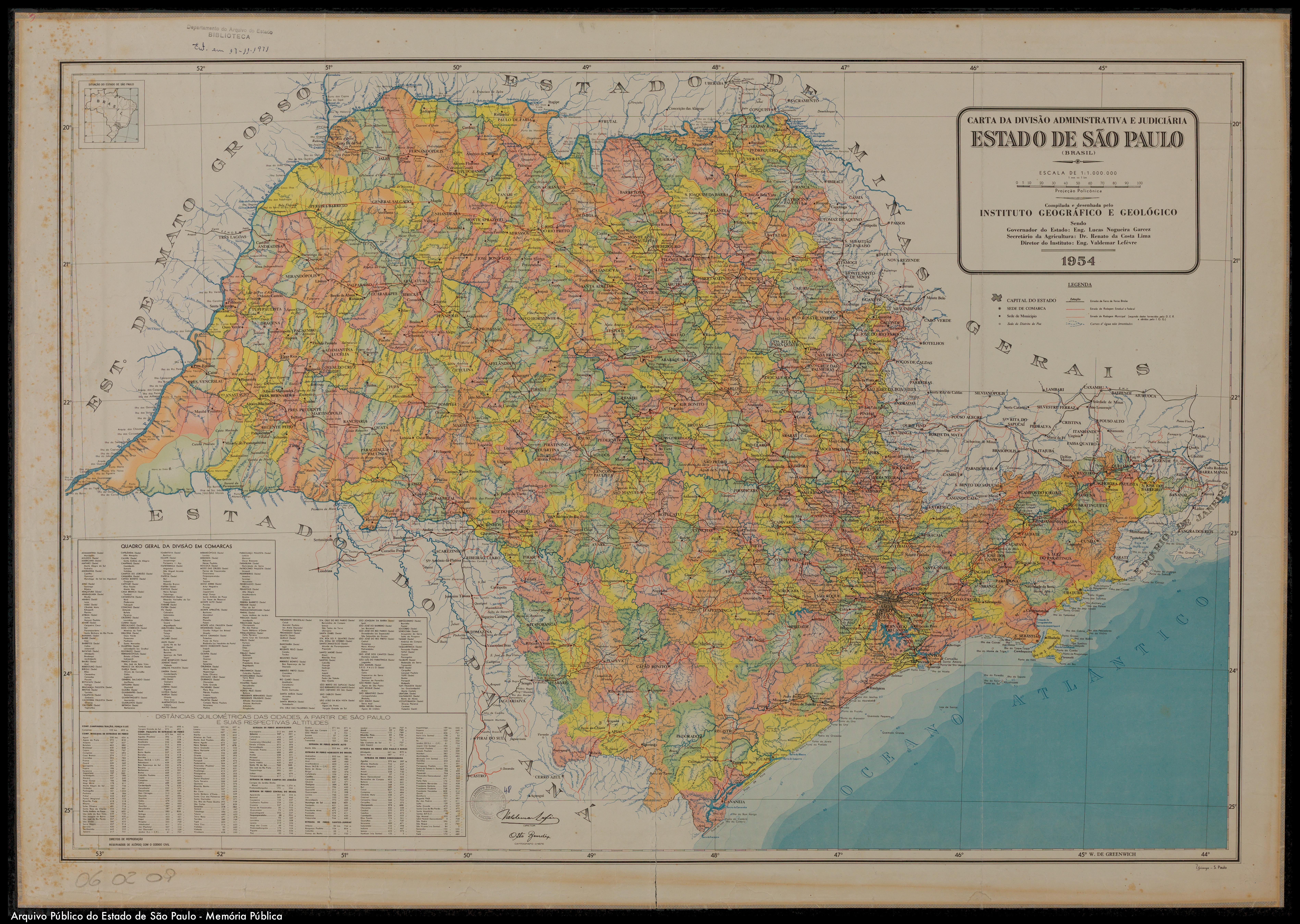
Estado de São Paulo (1953).

## Geografia
Localiza-se a uma latitude 24º42'54" sul e a uma longitude 47º52'52" oeste, estando a uma altitude de 39 metros. Possui uma área de 359,691 km².

### Meio ambiente

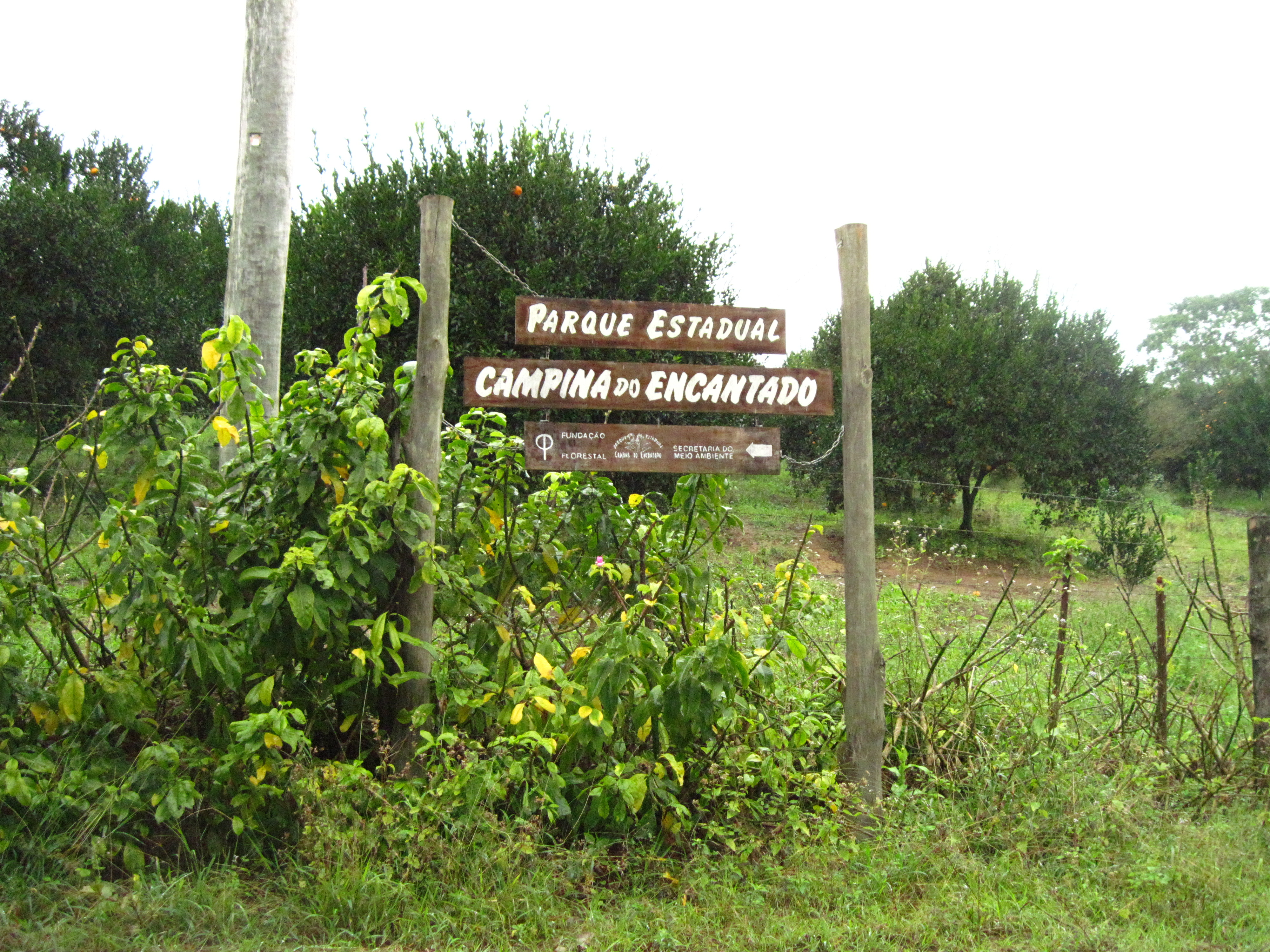
Parque Estadual Campina do Encantado.

Em Pariquera-Açu está localizado o Parque Estadual Campina do Encantado.

### Hidrografia
- Rio Pariquera-Açú
- Rio Jacupiranga
- Rio Pariquera Mirim
- Ribeirão da Fonte
- Ribeirão Treze de Maio
- Ribeirão do Braço Magro
- Ribeirão do Braço Grande
- Ribeirão da Arataca
- Ribeirão Braço Pedroso[9]
- Rio Graciolli
- Rio Turvo

## Demografia

### População
| Crescimento populacional                             | Crescimento populacional | Crescimento populacional | Crescimento populacional |
| Ano                                                  | População Total          |                          | %±                       |
| ---------------------------------------------------- | ------------------------ | ------------------------ | ------------------------ |
| 1958                                                 | 16 374                   |                          | —                        |
| 1960                                                 | 5 452                    |                          | −66,7%                   |
| 1970                                                 | 7 806                    |                          | 43,2%                    |
| 1980                                                 | 11 319                   |                          | 45,0%                    |
| 1991                                                 | 13 164                   |                          | 16,3%                    |
| 2000                                                 | 17 649                   |                          | 34,1%                    |
| 2010                                                 | 18 446                   |                          | 4,5%                     |
| 2022                                                 | 19 233                   |                          | 4,3%                     |
| Est. 2024                                            | 19 576                   | [ 10 ]                   | 1,8%                     |
| Fontes: Censos Demográficos IBGE e Estimativas SEADE |                          |                          |                          |

### Dados demográficos
Dados do Censo - 2000

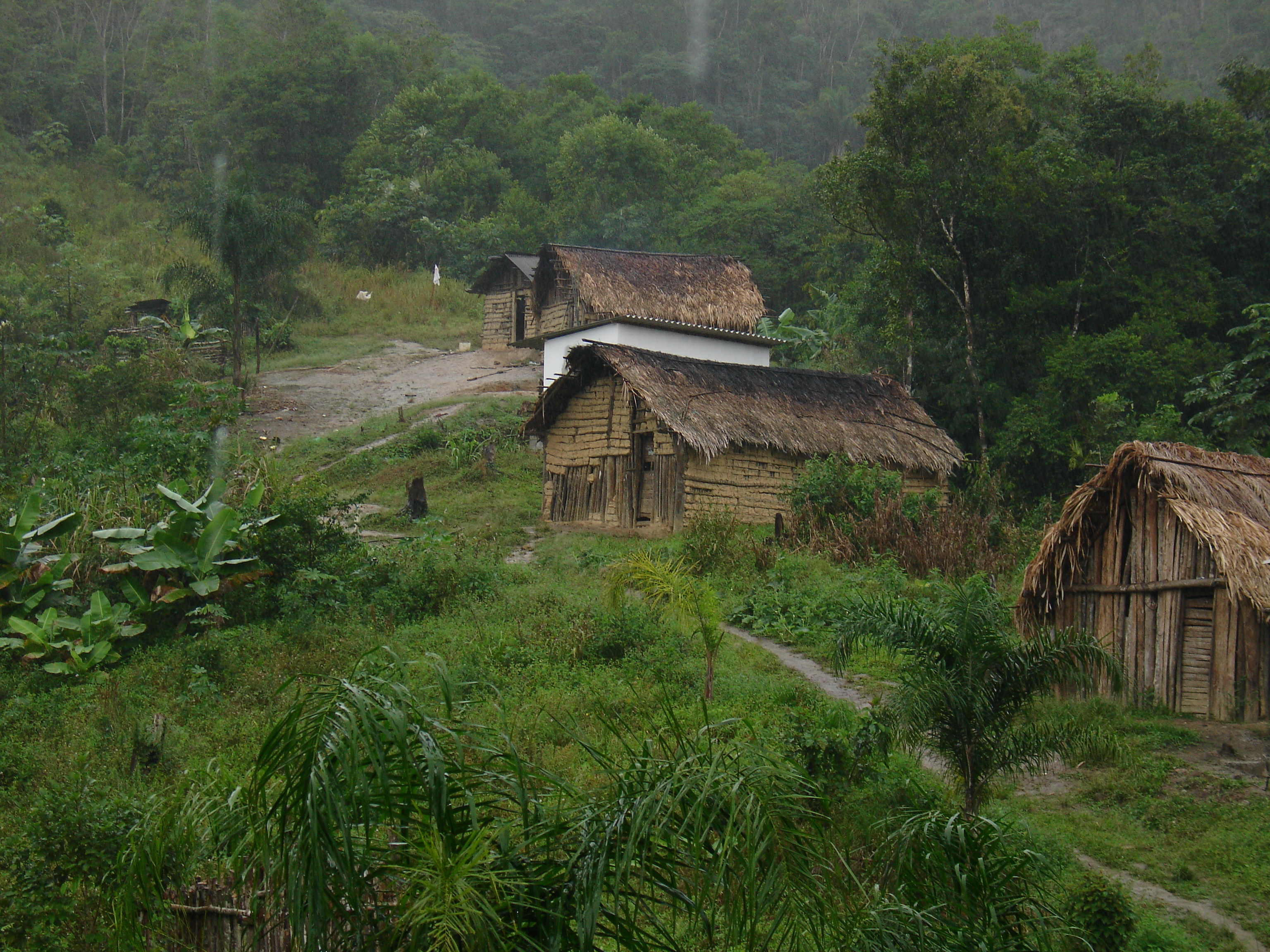
Aldeia Guarani em Pariquera-Açu.

A maioria dos habitantes tem origem alemã, polonesa, austríaca e italiana.
População total: 17 649
- Urbana: 11 722
- Rural: 5 927
- Homens: 8 891
- Mulheres: 8 758

Densidade demográfica: 49,07 hab./km²
Mortalidade infantil até 1 ano (por mil): 16,66
Expectativa de vida (anos): 70,90
Taxa de fecundidade (filhos por mulher): 3,16
Taxa de alfabetização: 91,09%
Índice de Desenvolvimento Humano (IDH-M): 0,770
- IDH-M Renda: 0,687
- IDH-M Longevidade: 0,763
- IDH-M Educação: 0,860

(Fonte: IPEADATA)

## Infraestrutura

### Comunicações
O sistema de telefones automáticos foi inaugurado na cidade pela Companhia de Telecomunicações do Estado de São Paulo (COTESP) em 1967. Já o sistema de discagem direta à distância (DDD) foi implantado em 1984 pela Telecomunicações de São Paulo (TELESP), com o código de área (0138).
Na década de 90 o código DDD da cidade foi alterado para (013), para padronização do sistema telefônico com a telefonia celular que estava sendo implantada em todo o estado.

## Religião
O Cristianismo se faz presente na cidade da seguinte forma:

### Igreja Católica
- A igreja faz parte da Diocese de Registro.[19]

### Igrejas Evangélicas
Entre as igrejas protestantes históricas, pentecostais e neopentecostais, encontram-se na cidade:
- Assembleia de Deus Ministério do Belém.[22][23]
- Congregação Cristã no Brasil.[24]